# Moonhouse

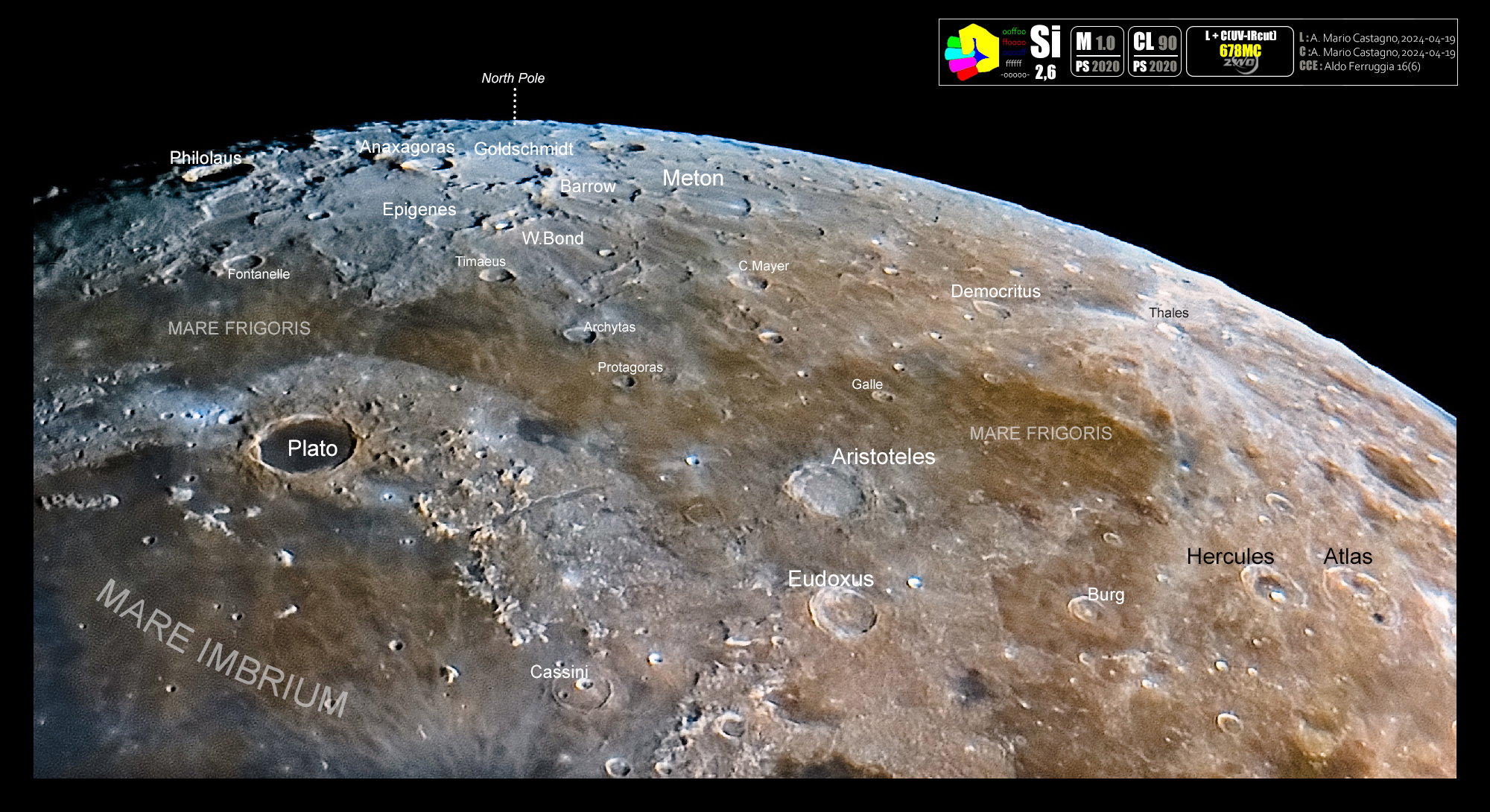
Mare Frigoris är det mörka bandet som går från det övre vänsta hörnet till det under högra.

Moonhouse var ett konstprojekt av Mikael Genberg. En skulptur i form av en röd stuga i miniatyr sköts upp i rymden den 15 januari 2025. Avsikten var att den i juni 2025 skulle  placeras ut i norra delen av Mare Frigoris på månens norra halvklot av den fem kilogram tunga miniatyrmånbilen Tenacious, vilken skullw sänkas till månytan tillsammans med månlandaren Resilience. Den första etappen, uppskjutningen av raket och rymdskepp från Cape Canaveral i Florida i USA, genomfördes framgångsrikt. Landningen på månytan är planerad till början av juni 2025. Den avbröts den 5 juni 2025, efter det att kommunikationen med månlandaren avbrutits 90 sekunder före beräknad landning på månytan den 5 juni 2025 och månlandaren därefter sannolikt kraschlandat.
Konstverket avbildade en rödmålad parstuga i trä med vita knutar, vilken var tio centimeter lång och väger 100 gram. Ett annat liknande rött miniatyrhus placerades 2009 på toppen av Globen i Stockholm.
Uppskjutningen gjordes av det japanska företaget Ispace Inc med en Spacex Falcon 9-raket i dess projekt Hakuto-R Mission 2. Månlandaren ska gick in i en låg omloppsbana, vilket innebär att en målinriktad landning kunde ske först fyra-fem månader efter uppskjutningen från jorden.
I projektet ingick att den medföljande fem kilo tunga månbilen, med det mellan framhjulen påmonterade decimeterlånga huset, skulle söka upp en lämplig plats, varpå huset skulle släppas ned åtta centimeter till månytan med hjälp av tyngdkraften.